# Pelasgos

Mapa de la presencia pelasga mencionada por antiguos escritores.

El nombre pelasgos (del griego antiguo Πελασγοί Pelasgoí, singular Πελασγός, Pelasgós) fue usado por algunos escritores de la antigua Grecia para aludir a los pueblos predecesores de los helenos como habitantes de Grecia, «un término comodín para cualquier pueblo antiguo, primitivo y presumiblemente indígena en el mundo griego».
En general, «pelasgo» ha llegado a aludir ampliamente a todos los habitantes indígenas de las tierras egeas y sus culturas antes de la llegada del idioma griego. Esto no es un significado exclusivo, pero las demás acepciones exigen aclaración. Durante el periodo clásico sobrevivieron varios enclaves con este nombre en diversas localizaciones de la Grecia continental, Creta y otras regiones del Egeo. Estos pueblos identificados como «pelasgos» hablaban una o más lenguas que entonces fueron identificadas como ajenas al griego, incluso a pesar de que algunos autores antiguos describieran a los pelasgos como griegos. También sobrevivió la tradición de que grandes partes de Grecia habían sido una vez pelasgas antes de ser helenizadas. Estas partes solían caer en el dominio étnico que, para el siglo V a. C., fue atribuido a los hablantes del griego antiguo que fueron identificados como jonios.[cita requerida]
La clasificación de las lenguas pelásgicas, conocidas solo a través de elementos no griegos dentro del griego antiguo y detectables en algunos topónimos, incluso aunque el pelásgico no fuese una sola lengua, y la relación de los pelasgos con los helenos prehistóricos son antiguas cuestiones que no tienen respuestas definitivas. Este campo de estudio busca nuevas evidencias que llenen los huecos. Existen muchas teorías pasadas y actuales, algunas de las cuales están teñidas por cuestiones nacionalistas contemporáneas, que comprometen su objetividad.
Durante el siglo XX, las excavaciones arqueológicas han desenterrado objetos en regiones tradicionalmente habitadas por los pelasgos, como Tesalia, el Ática y Lemnos. Los arqueólogos excavando en Sesclo y Dímini han descrito la cultura material pelásgica como neolítica; otros la han relacionado con culturas heládicas medias e incluso heládicas tardías como la micénica, donde el corpus de inscripciones breves ya está en una forma temprana de griego. Incluso la relación de pruebas arqueológicas materiales con la cultura lingüística ha sido puesta en cuestión por Walter Pohl y otros estudiosos modernos de la etnogénesis.

## Etimología
En gran medida como los demás aspectos de los pelasgos, su etnónimo (Pelasgoí) tiene un origen y etimología extremadamente inciertos. Michel Sakellariou recopila quince etimologías diferentes de filólogos y lingüistas durante los últimos 200 años, aunque admite que «la mayoría … son extravagantes».
Una etimología antigua basada en la simple similitud fonética enlaza pelasgos con pelargos, ‘cigüeña’, y postula que los pelasgos migraban como las cigüeñas, posiblemente desde Egipto, donde anidaban. Aristófanes efectivamente juega con esta etimología en su comedia Las aves. Una de las leyes de «las cigüeñas» en el satírico país de los cucos en el aire, jugando con la creencia ateniense de que ellos fueron originalmente pelasgos[cita requerida], es que las cigüeñas adultas deben mantener a sus padres migrando a otro lugar y participando en la guerra.
Gilbert Murray resume la derivación de pelas gē, ‘tierra vecina’, así: «Si Pelasgoi está relacionado con πέλας, ‘cerca’, la palabra significaría ‘vecino’ y aludiría al pueblo extraño más cercano a los invasores griegos».
Julius Pokorny deriva Pelasgoi de *pelag-skoi (‘habitantes de la llanura’, y específicamente de la llanura de Tesalia). La raíz indoeuropea es *plāk-, ‘plano’. Pokorny detalla una derivación previa, que apareció tan pronto como en los Studies on Homer and the Homeric Age (1858), de William Gladstone. Si los pelasgos no eran indoeuropeos, el nombre en esta derivación debió haber sido asignado por los helenos.
La palabra griega antigua que significa ‘mar’, pelagos, procede de la misma raíz, *plāk-, al igual que la palabra dórica plagos, ‘lado’. Por tanto, Ernest Klein simplemente interpreta la misma forma *pelag-skoi como ‘los hombres del mar’, donde el mar es lo plano. Esta interpretación no requiere que los indoeuropeos tengan una palabra para ‘mar’, de la que probablemente habrían carecido de haber vivido en el interior, pues al encontrar el mar simplemente habrían usado la misma palabra que para ‘llanura’. Los habitantes de las llanuras también podrían adquirir lo que debe haber sido un homónimo para los helenos, ‘los hombres del mar’. Además, si los egipcios del Bronce Tardío se encontraron con merodeadores marítimos con este nombre, lo habrían traducido como ‘pueblo del mar’.

## Menciones en la literatura
El análisis literario se ha realizado desde la Grecia Clásica, cuando los escritores de la época leían las obras anteriores sobre el asunto. Nunca se han obtenido respuestas definitivas gracias a este método, sirviendo más bien para definir mejor los problemas. El método estuvo quizás en su cúspide en la época victoriana, cuando comenzaron a aplicarse nuevos métodos de comparación sistemática en filología. Típico de esta época es el largo y detallado estudio de William Ewart Gladstone, que fue un experto clasicista. Todas las evidencias expuestas en esta sección aparecen en Gladstone. Sin la aparición de más textos antiguos no puede decirse mucho más, por lo que la fuente más probable de progreso sigue siendo la arqueología y ciencias afines.

### Homero
Los pelasgos aparecen por vez primera en los poemas de Homero: en la Ilíada entre los aliados de Troya están los pelasgos. En la sección conocida como Catálogo de los troyanos, se mencionan entre las ciudades helespónticas y los tracios del sureste de Europa (es decir, en el borde helespóntico de Tracia). Homero llama a su ciudad o distrito «Larisa» y la caracteriza como fértil, celebrando a sus habitantes por su habilidad como lanceros. También recoge que sus jefes eran Hipótoo y Pileo, hijos de Leto, hijo de Teutamo, dándoles así a todos nombres que eran griegos o tan profundamente helenizados que carecían de cualquier rasgo extranjero.
En la Odisea, Odiseo, fingiendo ser cretense, menciona a los pelasgos entre las tribus de las noventa ciudades de Creta, donde «se oyen mezcladas varias lenguas».
La Ilíada también alude al «Argos pelásgico», que con mucha probabilidad es la llanura de Tesalia, y al «Zeus Pelásgico», que gobierna y vive en Dódona, por lo que debe ser el oracular de Epiro. Sin embargo, ningún pasaje menciona a pelasgos genuinos: los mirmidones, los helenos y los aqueos habitan específicamente en Tesalia, y los sellos por Dodona. Todos ellos lucharon en el bando griego.

### Poetas posthoméricos

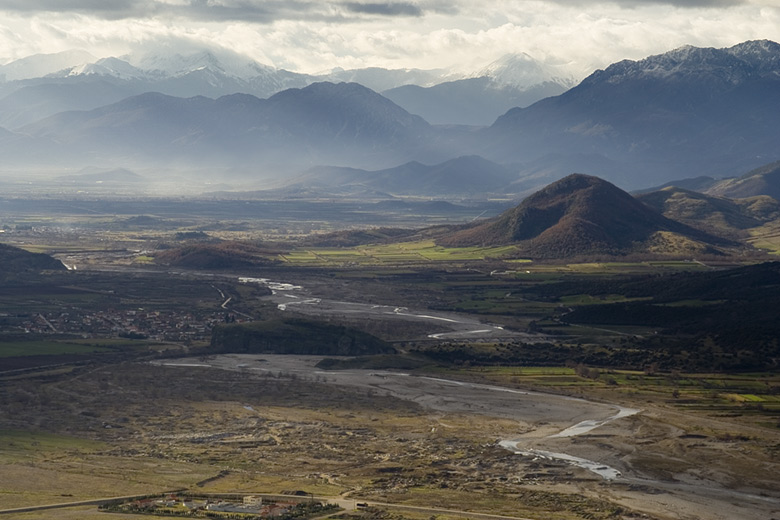
Llanura de Tesalia, al oeste de la Pelasgiotis clásica, pero en la región original de los pelasgos. Los montes Pindo son visibles al fondo. El río es el Peneo.

Autores griegos posteriores ofrecen poca unanimidad sobre qué lugares y regiones eran pelasgos.
Hesíodo llama al oráculo de Dódona, identificado por la referencia al roble, la «sede de los pelasgos», clarificando el Zeus Pelásgico de Homero. También menciona que Pelasgo (en griego antiguo Πελασγός, el antepasado epónimo de los pelasgos) fue el padre de Licaón, rey de Arcadia.
Asio de Samos describe a Pelasgo como el primer hombre, nacido de la tierra.
En la obra de Esquilo Las suplicantes, las danaides que huyen de Egipto piden asilo al rey Pelasgo de Argos, que dice que están en el Estrimón incluyendo Perrebia al norte, la Dódona tesalia y las laderas de los montes Pindo al oeste y las costas marinas al este; es decir, un territorio que incluye la Pelasgiotis clásica, siendo un poco mayor. La frontera sur no se menciona; sin embargo, se decía que Apis había llegado a Argos ‘a través’ (peras) del Naupacto, lo que implica que Argos incluye todo el este de Grecia desde el norte de Tesalia hasta el Argos peloponésico, donde probablemente se concebía que llegaron las danaides. Pelasgo afirma ser «el hijo de Palecton [‘tierra antigua’], nacido de la Tierra».
Las danaides llaman al país las «montañas de Apis» y afirman que entiende el karbana audan (caso acusativo, y en dialecto dórico), que puede traducirse como ‘acento bárbaro’, pero Karba (donde viven los Karbanoi) es en realidad una palabra no griega. Afirman descender de ancestros de la antigua Argos incluso a pesar de ser de una ‘raza oscura’ (melanthes … genos). Pelasgo admite que el país fue llamado una vez Apia pero las compara con las mujeres de Libia y Egipto y quiere saber cómo pueden ser de Argos, respondiendo ellas entonces que descienden de Ío.
En una obra perdida, Las danaides, Esquilo define el país de origen de los pelasgos como la región en torno a Micenas.
En un fragmento de una obra perdida, Ínaco, Sófocles presenta a Ínaco como el mayor de las tierras de Argos, las colinas de Hera y entre los Tyrsenoi Pelasgoi, una inusual construcción sustantiva, ‘tirsenios-pelasgos’. La interpretación está abierta, incluso a pesar de que los traductores suelen tomar una decisión, pero Tyrsenoi bien puede ser el epónimo Tyrrhenoi.
Eurípides llama a los habitantes de Argos «pelasgos» en su obra Orestes. En una obra perdida, Arquelao, dice que Dánao, al ir a residir en la ciudad de Ínaco (Argos), dictó una ley según la cual los pelasgos pasaban a llamarse «dánaos».
El poeta romano Ovidio escribió:

Sin saber Príamo, el padre de Ésaco, que con sus asumidas alas
él vivía, le lloraba. A un túmulo también, que su nombre tenía,
Héctor y sus hermanos unas ofrendas fúnebres le habían ofrecido inanes.
Faltó a ese servicio triste la presencia de Paris,
el que poco después, junto con su raptada esposa, una larga guerra
atrajo a su patria, y aliadas le persiguen
mil embarcaciones, y con ellos el común de la gente pelasga.
Aquí, según la costumbre patria, al preparar a Júpiter sus sacrificios,
cuando la vieja ara se encandeció con los encendidos fuegos,
serpear azulado los dánaos vieron un reptil,
hacia un plátano que se erguía próximo a los emprendidos sacrificios.
Un nido había, de pájaros dos veces cuatro, en lo supremo del árbol:
a los cuales y a la madre, que alrededor de sus pérdidas volaba,
una vez que arrebató la serpiente y en su ávida boca los sepultó,
quedaron suspendidos todos, mas de la verdad vidente el augur
Testórida: «Venceremos», dice, «gozaos de ello, Pelasgos.
Troya caerá, pero será una demora larga la de nuestra gesta»,
y los nueve pájaros en los años de la guerra distribuye.
Ella, cual estaba abrazada verdes a sus ramas en el árbol,
se vuelve piedra y signa con la imagen de una serpiente tal roca.

## Historiadores

### Hecateo de Mileto
Hecateo de Mileto afirma en un fragmento de sus Genealogiai que el clan (genos) descendiente de Deucalión gobernó Tesalia, y que entonces el país fue llamado Pelasgia por el rey Pelasgo. Un segundo fragmento dice que era hijo de Zeus y Níobe y que su hijo Licaón fundó una dinastía de reyes de Arcadia.
En un fragmento de las obras de Acusilao se afirma que los peloponesios eran llamados pelasgos por Pelasgo, un hijo de Zeus y Níobe.

### Helánico

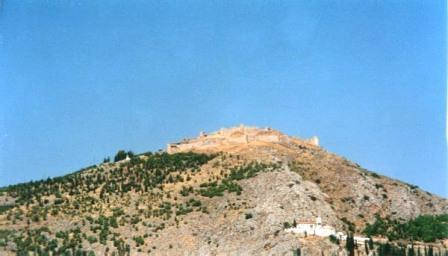
Larisa de Argos.

Helánico se ocupa en el fragmento 7 de la Argolica de una palabra en una línea de la Ilíada, «criadora de caballos», aplicada al Peloponeso. Lo que se dice sobre ella es recogido por varios autores y todas las versiones difieren. La explicación es trivial y mítica pero todas las versiones concuerdan en que Helánico dijo que el término  Argeia (gē) o Argólida se aplicó una vez a todo el Peloponeso y que Pelasgo y sus dos hermanos la recibieron como herencia de su padre, llamado Triopas, Arestor o Foroneo. Pelasgo construyó la ciudadela Larisa de Argos sobre el río Erasino, de donde procede el nombre Argos pelásgico (del Peloponeso), pero más tarde se estableció en el interior, construyó Parrasia y bautizó la región o provocó que fuese llamada Pelasgia, que luego sería renombrada Arcadia con la llegada de los griegos. Según el fragmento 76, de Phoronis, de Pelasgo y su esposa Menipe surgió un linaje de reyes: Frastor, Amíntor, Teutamides y Nasas (reyes de Pelasgiótide). Reinando Nasas, los pelasgos «se sublevaron» contra los helenos (que presumiblemente habían tomado Tesalia) y marcharon a Italia, donde primero conquistaron Crotona y luego fundaron Tirrenia. La conclusión inevitable es que Helánico creía que los pelasgos de Tesalia (e indirectamente del Peloponeso) eran ancestros de los etruscos.

### Heródoto
El historiador griego Heródoto de Halicarnaso escribió:

Cuál fuese la lengua que hablaban los pelasgos, no puedo decirlo con certeza. Con todo, nos debemos regir por ciertas conjeturas tomadas de los pelasgos, que todavía existen: primero, de los que habitan la ciudad de Crestona, situada sobre los tirrenos (los cuales en lo antiguo fueron vecinos de los que ahora llamamos dorios, y moraban entonces en la región que ahora se llama la Tesaliótide); segundo, de los pelasgos, que en el Helesponto fundaron Placia y a Escílace (y que fueron antes vecinos de los atenienses); tercero, de los que se hallan en muchas otras ciudades, bien aunque hayan perdido su antiguo nombre. Por las conjeturas que nos dan todos estos pueblos, podremos decir que los pelasgos debían hablar algún lenguaje bárbaro, y que los áticos, siendo pelasgos, al incorporarse con los helenos debieron aprender la lengua de estos, abandonando la suya propia. Lo cierto es que ni los de Crestona ni los de Placia (ciudades que hablan entre sí una misma lengua), tienen la misma que aquellos pueblos que son ahora sus vecinos, de donde se infiere que conservan la misma lengua que trajeron con ellos cuando emigraron de aquellas regiones.

En cualquier caso, Heródoto alude a otros distritos donde vivían pelasgos bajo otros nombres: Samotracia y «Antandro, ciudad de los pelasgos» en la Tróade probablemente sean ejemplos de ellos. También menciona que había poblaciones pelasgas en Lemnos e Imbros. Representa a los de Lemnos como pelasgos helespónticos que habían vivido en Atenas pero habían sido expulsados allí por los atenienses, que luego vieron necesario reconquistar. Heródoto también nombra a los cabiros, los dioses de los pelasgos, cuyo culto da una idea de donde estuvieron estos una vez.
En general, Heródoto estaba convencido de que la población helena descendía de los pelasgos:

Por el contrario, la nación Helénica, a mi parecer, habla siempre desde su origen el mismo idioma. Débil y separada de la pelásgica, empezó a crecer de pequeños principios, y vino a formar un grande cuerpo, compuesto de muchas gentes, mayormente cuando se le fueron allegando y uniendo en gran número otras bárbaras naciones, y de aquí dimanó, según yo imagino, que la nación de los pelasgos, que era una de las bárbaras, nunca pudiese hacer grandes progresos.

Afirma que los pelasgos de Atenas eran llamados cráneos y que la población pelasga entre los jonios del Peloponeso eran los pelasgos egialeos.

### Tucídides
Tucídides afirma que:

...antes de la época de Helén, el hijo de Deucalión; las diversas tribus, de las que la de los pelasgos era la más extendida, daban sus propios nombres a los diferentes distritos. Pero cuando Helén y sus hijos se hicieron fuertes en Ftiótide, su ayuda fue solicitada por otras ciudades, y aquellas que se aliaron con ellos comenzaron gradualmente a ser llamadas heleas, aunque pasó mucho tiempo antes de que el nombre prevaleciera en todo el país.

Tucídides considera que los atenienses habían vivido en asentamientos independientes esparcidos por el Ática pero en algún momento después de Teseo se trasladaron a Atenas, que ya estaba poblada. Una parcela de terreno debajo de la Acrópolis se llamaba «pelasga» y estaba considerada maldita, pero los atenienses se asentaron en ella de todas formas.
En relación con la campaña contra Anfípolis, Tucídides señala que varios asentamientos sobre el promontorio de Acte eran el hogar de:

sus habitantes eran una multitudinaria mezcla de bárbaros, que hablaban griego además de su lengua nativa. Unos pocos son de hecho calcídicos, pero la mayor parte son pelasgos (provenientes de los tirrenios que una vez habitaron Lemnos y Atenas), y bisaltas, crestoneos y edones. Todos ellos moraban en ciudades pequeñas.

### Éforo
El historiador Éforo de Cime desarrolló, a partir de un fragmento de Hesíodo que acredita una tradición de un pueblo pelasgo aborigen de Arcadia, una teoría por la que los pelasgos eran un pueblo que seguía un modo de vida militar (stratiōtikon bion) «y que, al convertir a muchos pueblos al mismo modo de vida, dieron su nombre a todos», que significa ‘todos los de Hellas’. Colonizaron Creta y extendieron su dominio hasta Epiro, Tesalia y por implicación hacia todos los demás lugares donde los autores antiguos decían que estuvieron, empezando por Homero. La guerra del Peloponeso era llamada Pelasga.

### Dionisio de Halicarnaso
Dionisio de Halicarnaso da una interpretación sinóptica de los pelasgos en varias páginas a partir de las fuentes que tenía disponibles, concluyendo que los pelasgos fueron griegos:

Después de que algunos de los pelasgos que habitaban Tesalia, como ahora se llama, fueran obligados a dejar su país, se asentaron entre los aborígenes y junto con ellos emprendieron la guerra contra los sículos. Es posible que los aborígenes los recibieran en parte con la esperanza de ganar su ayuda, pero creo que fue principalmente por motivo de su parentesco, pues los pelasgos también fueron originalmente un pueblo griego del Peloponeso.

Dionisio continúa añadiendo que el pueblo deambuló mucho. Originalmente fueron nativos de la «Argos aquea» descendiente de Pelasgo, el hijo de Zeus y Níobe. De allí emigraron a Hemonia (luego llamada Tesalia), donde «expulsaron a los habitantes bárbaros» y dividieron el país en Ftiótide, Acaya y Pelasgiótida, en honor de Ftío, Aqueo y Pelasgo, «los hijos de Larisa y Poseidón». Posteriormente «sobre la sexta generación fueron expulsados por los curetes y léleges, que ahora se llaman etolios y locrios».
Desde allí los pelasgos se dispersaron por Creta, las Cícladas, Histaeotis, Beocia, Fócide, Eubea, la costa del Helesponto y sus islas, especialmente Lesbos, que había sido colonizada por Macareo, hijo de Crínaco. La mayoría fue a Dodona y terminaron marchando desde allí a Italia, llamada entonces Saturnia. Llegaron a Espina (antigua ciudad), en la embocadura del Po. Otros incluso cruzaron los Apeninos hasta Umbría y desde allí llegaron al país de los aborígenes. Estos se sometieron a un tratado y se asentaron en Velia. Junto con los aborígenes conquistaron Umbría pero fueron expulsados por los tirrenios.
Dionisio sigue detallando las tribulaciones de los pelasgos y luego sigue con los tirrenios, a quienes distingue cuidadosamente de los primeros.

## Geógrafos

### Pausanias
En su Descripción de Grecia, Pausanias dice que los arcadios sostienen que Pelasgo (junto con sus seguidores) fue el primer habitante del país. Tras convertirse en rey, Pelasgo fue responsable de la invención de las chozas, las capas de piel de ovejas y una dieta consistente en bellotas. Más aún, el país que gobernaba fue llamado «Pelasgia». Cuando Arcas ascendió al trono, Pelasgia fue rebautizada «Arcadia» y sus habitantes (los pelasgos) pasaron a ser llamados «arcadios». Pausanias también dice que es obra de los pelasgos una imagen de madera de Orfeo que hay en un santuario de Deméter en Teras, así como la expulsión de los minios y lacedemonios de Lemnos.

### Estrabón
Estrabón dedica una sección de su Geografía a los pelasgos, detallando tanto sus propias opiniones como las de autores anteriores. De sus propias opiniones dice: «Sobre los pelasgos, casi todos coinciden, en primer lugar, que alguna antigua tribu con ese nombre se extendió por toda Grecia, y particularmente entre los eolios de Tesalia.»
Define el Argos pelásgico como «entre las salidas del río Peneo y las Termópilas tan lejos como en la tierra montañosa de Pindo» y afirma que tomaron su nombre del reinado pelasgo. También incluye las tribus de Epiro como pelasgas (basándose en las opiniones de «muchos»). Lesbos es llamada pelasga. Caere fue un asentamiento de pelasgos procedentes de Tesalia, que la llamaron por su antiguo nombre, Agylla. Los pelasgos también se asentaron alrededor de la embocadura del Tíber en Italia, en Pirgi y en otros pocos lugares durante el reinado de Maleo.

## Mitología
La versión de Robert Graves del mito de creación pelasgo presenta una única diosa creadora, Eurínome, que domina al hombre y antecede a todas las demás deidades. La diosa da a luz a todas las cosas, fertilizada no por un compañero varón sino por semillas simbólicas con forma de viento, judías o insectos.

## Idioma
A falta de ciertos datos sobre la identidad (o identidades) de los pelasgos, se han propuesto varias teorías. Algunas de las más aceptadas por los investigadores se presentan a continuación. Como el griego se clasifica como un idioma indoeuropeo, la principal cuestión es si también era indoeuropeo el idioma pelasgo.

### El pelasgo como preindoeuropeo

#### Procedencia desconocida
Una teoría importante emplea el nombre «pelasgo» para designar a los habitantes de las tierras en torno al mar Egeo antes de la llegada de los protogriegos así como a los enclaves tradicionalmente identificados como sus descendientes que seguían existiendo en la Grecia Clásica. La teoría procede de conceptos originales de Paul Kretschmer, cuyos puntos de vista prevalecieron durante la primera mitad del siglo XX y siguen teniendo cierta credibilidad.
Aunque Wilamowitz-Moellendorff las describió como míticas, los resultados de las excavaciones arqueológicas realizadas en Çatalhöyük por James Mellaart (1955) y F. Schachermeyr (1979) les llevaron a concluir que los pelasgos habían emigrado desde Asia Menor hasta la cuenca egea en el siglo IV a. C. En esta teoría, se atribuyen a los pelasgos varias posibles características lingüísticas y culturales no indoeuropeas:
- Grupos de préstamos lingüísticos en el idioma griego que aparentemente no son indoeuropeos, y fueron tomados en su desarrollo prehistórico.
- Raíces anhelénicas, y que posiblemente no sean indoeuropeas, en muchos topónimos griegos de la región, y que contienen los grupos consonánticos ‘-νθ-’ —por ejemplo Κόρινθος (‘Corinto’), Προβάλινθος (‘Probalinto’), Ζάκυνθος (‘Zacinto’) o Αμάρυνθος (‘Amarinto’)— o su equivalente ‘-νς-’ —por ejemplo Τίρυνς (‘Tirinto’)—, y ‘-ττ-’ —por ejemplo en la península del Αττική (‘Ática’), los montes Υμηττός (‘Himeto’), el demo de Γαργηττός (‘Gargeto’),[72] etcétera— o su equivalente ‘-σσ-’ —Λάρισσα (‘Larisa’), el monte Παρνασσός (‘Parnaso’), los ríos Κηφισσός (‘Cefiso’) e Ἰλισσός (‘Iliso’),[73] las ciudades cretenses de Αμνισσός (‘Amnisos’) y Τύλισσος (‘Tiliso’), etcétera—. Estas cadenas aparecen en otros nombres anhelénicos, de substrato presumiblemente heredado, como asáminthos (‘baño [de piedra]’), ápsinthos (‘absenta’), terébinthos (‘terebinto’), etcétera. Otros topónimos sin aparente etimología indoeuropea son Athēnai (‘Atenas’), Mycēnai (‘Micenas’), Messēnē (‘Mesene’), Kyllēnē (‘Cilene’), Kyrēnē (‘Cirene’), Mytilene (‘Mitilene’), etcétera (adviértase la terminación común -ēnai/ēnē); y también Tebas, Delfos, Lindos, Ramnunte y otros.
- Ciertas historias mitológicas o deidades que parecen no tener paralelos en las mitologías de otros pueblos indoeuropeos (por ejemplo los olímpicos Atenea, Dioniso, Apolo, Artemisa y Afrodita, cuyos orígenes parecen anatolios/levantinos).
- Inscripciones anhelénicas por todo el Mediterráneo, como la estela de Lemnos.

George Grote resume la teoría como sigue:

Hay, de hecho, diversos nombres aseverados para designar a los habitantes pre-helénicos de muchas partes de Grecia: los pelasgos, los leleges, los curetes, los caucones, los aonios, los temmikes, los hiantes, los telquines, los tracios beocios, los telebeos, los efiros, los flegios, etcétera. Estos son nombres pertenecientes a la leyenda, que no a la historia, y extraídos de una variedad de leyendas contradictorias por los logógrafos y subsecuentes historiadores, que extrajeron con ellos una supuesta historia del pasado, en una época en la que las condiciones de las pruebas históricas eran muy poco entendidas. Que estos nombres designaran naciones reales puede ser cierto, pero aquí termina nuestro conocimiento.

El poeta y mitólogo Robert Graves afirma que ciertos elementos de esa mitología se originan con los pueblos nativos pelasgos (en concreto las partes relacionadas con su concepto de la Diosa Blanca, una Diosa Tierra arquetípica) tomando como apoyo adicional para esta conclusión sus interpretaciones de otra literatura antigua: la irlandesa, la galesa, la griega, la Biblia, la gnóstica y la medieval.

#### Tirsenio
Según la Ilíada, en Lemnos no había pelasgos sino una dinastía minia. La propia estela de Lemnos está escrita en una lengua llamada lemnio que es una lengua muy cercana al etrusco, por lo que algunos lingüistas han propuesto la existencia de una familia lingüística tirsenia.

#### Íbero-caucásico
Algunos investigadores georgianos (incluyendo a M. G. Tseretheli, R. V. Gordeziani, M. Abdushelishvili y Zviad Gamsakhurdia) relacionan el pelasgo con las culturas íberocaucásicas del Cáucaso prehistórico, tierra que los griegos conocían como la Cólquida.

### El pelasgo como indoeuropeo

#### Anatolio
En la Anatolia occidental, muchos topónimos con el infijo ‘-ss-’ proceden del sufijo adjetival también presente en el luvita cuneiforme y en algo del palaíta. El ejemplo clásico es la Tarhuntassa de la Edad del Bronce (aproximadamente, ‘ciudad del Tarhun’, el dios de las tormentas hitita), y el posterior Parnaso puede estar relacionado con la palabra hitita parna- o ‘casa’. Estos elementos pueden haber llevado a una segunda teoría, según la cual el pelasgo era hasta cierto grado una lengua anatolia.

#### Griego
En 1919, N. Giannopoulos publicó una inscripción de Farsala (Tesalia) supuestamente conteniendo término en «pelasgo». Werner Peek publicó su análisis de la inscripción en 1938, y llegaba a la conclusión que el idioma inscrito era griego.

#### Tracio
Vladimir Gueorguíev afirmó que los pelasgos eran indoeuropeos, con una etimología indoeuropea de pelasgoi procedente de pelagos, ‘mar’ como en los pueblos del mar, los prśt de las inscripciones egipcias, y los relacionó con los vecinos tracios. Propuso un modelo de desplazamiento fonético desde el indoeuropeo al pelasgo.

#### Albanés
En 1854, el diplomático austriaco y especialista en idioma albanés Johann Georg von Hahn identificó el idioma pelasgo con el protoalbanés. Esta teoría es completamente rechazada por los círculos arqueológicos e históricos contemporáneos, pero goza de un acérrimo apoyo entre los nacionalistas albaneses.

#### Indoeuropeo no descubierto hasta la fecha
Siguiendo a Vladimir Gueorguíev, quien situó al pelasgo como un idioma indoeuropeo «entre el albanés y el armenio», A. J. van Windekens (1915-1989) ofreció reglas para un hipotético lenguaje indoeuropeo pelasgo no registrado, seleccionando vocabulario para el que no había etimología griega entre los nombres de lugares, héroes, animales, plantas, prendas, objetos y organización social. Su ensayo de 1952 fue recibido críticamente.

## Registro de inscripciones
La evidencia documental de los pelasgos de Pelasgiotis es al menos tan temprana como del 150-130 a. C., cuando una inscripción escrita en el dialecto koinón tesalio sobre un fragmento de una estela de mármol en Larisa (Tesalia) registra que a petición del cónsul Quinto Cecilio Metello, hijo de Quinto, «amigo y benefactor de nuestro país (ethnei hēmōn)» en agradecimiento por los servicios prestados por él, su familia y el SPQR, la Liga Tesalia decretó enviar 43 000 cofres de trigo a Roma, a recaudar de diferentes regiones de la liga. Los Pelasgiōtai y los Phthiōtai debían proveer 32 000 cofres mientras a los Histiōtai y Thessaliōtai correspondían los restantes 11 000, yendo un 25 % al ejército, todo en meses diferentes.

## Arqueología

### Principios delsigloXX

#### Ática
Durante el principio del siglo XX, las excavaciones arqueológicas realizadas por la Escuela Italiana de Arqueología y por la Escuela Estadounidense de Estudios Clásicos en la Acrópolis ateniense y en otros lugares del Ática descubrieron viviendas neolíticas, herramientas, cerámica y esqueletos de animales domesticados. Todos estos hallazgos mostraban parecidos importantes con los descubrimientos neolíticos realizados en las acrópolis tesalias de Sesclo y Dímini, y ayudaron a dar confirmación física a la tradición literaria que describe a los atenienses como descendientes de los pelasgos, quienes a su vez parecen descender continuamente de los habitantes neolíticos de Tesalia. En general, las evidencias arqueológicas indican que la Acrópolis fue habitada por granjeros ya en el VI milenio a. C. Prokopiou afirma:

Hace unos cuarenta años las excavaciones en la Acrópolis ateniense y en otros lugares del Ática sacaron a la luz muchos indicios de vida neolítica —viviendas, vasijas, herramientas, esqueletos de ovejas— que confirmaron las tradiciones recogidas por Heródoto de que los atenienses descendían de los pelasgos, los habitantes neolíticos de Tesalia. De hecho las vasijas neolíticas del Ática datan de la primera época neolítica (5520–4900), como la cerámica de la acrópolis tesalia de Sesclo, así como de la época neolítica tardía (4900–3200), como los de la otra acrópolis tesalia de Dimini ... La búsqueda de restos de la época neolítica en la Acrópolis empezó en 1922 con las excavaciones de la Escuela Italiana en Arqueología cerca del Asclepeion. Otro asentamiento fue descubierto en la vecindad del Odeón de Pericles, donde fueron desenterrados muchos trozos de cerámica y un hacha de piedra, ambos del tipo de Sesclo. Las excavaciones realizadas por la Escuela Estadounidense de Estudios Clásicos cerca del Clepsidra descubrieron veintiún pozos e incontables piezas de cerámica hecha a mano, restos del tipo Dimini, instrumentos de la Edad de Piedra tardía y huesos de animales domésticos y pescado. Los descubrimientos reforzaron la teoría de que asentamientos permanentes de granjeros con sus rebaños, sus herramientas de hueso y piedra y sus utensilios cerámicos habían existido en la roca de la Acrópolis tan pronto como en el sexto milenio.

Debería señalarse sin embargo que al contrario de los que Prokopiu sugiere sobre los resultados de las excavaciones estadounidenses cerca de la fuente Clepsidra, Sara Imerwahr afirma inequívocamente en la publicación definitiva del material prehistórico que no se desenterró ninguna cerámica del tipo Dimini.

#### Lemnos
En agosto y septiembre de 1926, miembros de la Escuela Italiana de Arqueología realizaron excavaciones de prueba en la isla de Lemnos. Un breve relato de las mismas apareció en el Messager d'Athénes el 3 de enero de 1927. El objetivo general de las excavaciones era arrojar luz sobre la civilización «etrusco-pelasga» de la isla, y fueron realizadas en el yacimiento de la ciudad de Hefaistea (es decir, Paleópolis), donde según Heródoto los pelasgos se rindieron a Milcíades de Atenas. Se descubrió allí una necrópolis tirrenia (c. siglo IX-VIII a. C.) conteniendo objetos de bronce, vasijas cerámicas y unos 130 osarios. Estos contenían adornos funerarios distintos para hombres y mujeres: en los osarios masculinos había cuchillos y hachas mientras los femeninos contenían aretes, alfileres de bronce, collares, diademas de oro y brazaletes. La decoración de algunos de los objetos de oro contenían espirales de origen micénico, pero carecían de formas geométricas. Según su ornamentación, las vasijas descubiertas en el yacimiento eran del periodo geométrico, pero sin embargo también conservaban las espirales propias del arte micénico. Los resultados de las excavaciones señalan que los tirrenios o pelasgos de Lemnos fueron un resto de población micénica. Alessandro della Seta cuenta:

La ausencia de armas de bronce, la abundancia de armas de hierro, y el tipo de las vasijas y los alfileres dan la impresión de que la necrópolis corresponde al siglo IX o VII a. C. Las armas muestran que no pertenecía a una población griega, sino a una población que, a los ojos de los helenos, aparecía bárbaras. Faltan las armas griegas, dagas o lanzas: son comunes las armas de los bárbaros, el hacha y el cuchillo. Puesto que sin embargo esta población ... conserva tantos elementos del arte micénico, los tirrenios o pelasgos de Lemnos pueden ser reconocidos como un resto de una población micénica.

### Finales delsigloXX
Durante los años 1980, el proyecto Llanura de Skourta identificó yacimientos heládicos medios y tardíos en las cimas montañosas cercanas a las llanuras de Skourta. Estos asentamientos montañosos fortificados estuvieron, según la tradición, habitados por pelasgos hasta el final de la Edad del Bronce. Más aún, la ubicación de los yacimientos es un indicio de que los habitantes pelasgos buscaban distinguirse étnica y económicamente de los griegos micénicos que controlaban la llanura de Skourta. E. B. French cuenta:

La cuarta y última temporada de estudio de la llanura de Skourta fue dirigida en 1989 por M. y M. L. Z. Munn (ASCSA). «Las exploraciones comenzadas en 1985 y 1987 fueron ampliadas a nuevas zonas de la llanura y los valles circundantes, de forma que ahora ha sido examinadas intensivamente una porción representativa (aproximadamente el 25%) de la mayoría de las regiones habitables de las tres koinotites (comunas rurales) de Pyli, Skourta y Stefani. Se descubrieron o estudiaron 66 yacimientos por primera vez en el transcurso de esta muy productiva temporada, lo que supone un total de 120 yacimientos premodernos estudiados por nuestro proyecto desde 1985. Los estudios deberían haber identificado todos los principales lugares de asentamiento (unas 5 ha) y una muestra representativa de yacimientos menores en la zona de trabajo. Puede realizarse un resumen de las principales conclusiones a extraer de las cuatro temporadas. ... El asentamiento heládico medio (HM) se ubica sobre dos cimas dominando la llanura ..., una de las cuales, Pankaton ..., se convierte en el yacimiento heládico antiguo (HA) más importante de la zona. Un asentamiento HM fortificado también se ubica en una cima de un terreno escarpado en el límite noreste de la llanura ..., entre los valles Mazareika y Vountima, en los que otros asentamientos se establecieron en la época HA ... La lejanía de este sector noreste, y la gran fuerza natural del yacimiento MH y de la cercana ciudades HA IIIC ..., sugieren que los habitantes de estas cañadas y peñascos buscaban protegerse y separarse de los pueblos allende los picos que les rodeaban, quizás porque eran étnicamente diferentes y más o menos económicamente independientes de los griegos micénicos que dominaban las llanuras. Las tradiciones de pelasgos en estas montañas al final de la Edad del Bronce eleva la posibilidad de que estos puedan haber sido yacimientos pelásgicos. Una vez abandonados, en las épocas HA IIIC o protogeométrica, la mayoría de estos yacimientos del sector noreste no volvieron a estar habitados durante bastante más de un milenio. En otras partes, dentro de la extensión más accesible de la propia llanura Skourta, los asentamientos HA se fundaron sobre muchos yacimientos que volvieron a ser importantes más tarde en la época C...»